# Cyrtodontida
De Cyrtodontida zijn een orde van uitgestorven tweekleppigen.

## Taxonomie
De volgende taxa zijn bij de orde ingedeeld:
- † Superfamilie Cardioloidea R. Hoernes, 1884
  -  † Familie Cardiolidae R. Hoernes, 1884
  -  † Familie Slavidae Kříž, 1982
- † Superfamilie Cyrtodontoidea Ulrich, 1894
  -  † Familie Cyrtodontidae Ulrich, 1894
- † Superfamilie Dualinoidea Conrath, 1887
  -  † Familie Dualinidae Conrath, 1887
  -  † Familie Praelucinidae Conrath, 1887
  -  † Familie Spanilidae Kříž, 2007
  -  † Familie Stolidotidae Starobogatov, 1977
- † Superfamilie Falcatodontoidea Cope, 1996
  -  † Familie Falcatodontidae Cope, 1996
- † Superfamilie Pichlerioidea Scarlato & Starobogatov, 1979
  -  † Familie Pichleriidae Scarlato & Starobogatov, 1979
- † Superfamilie Praecardioidea R. Hoernes, 1884
  -  † Familie Buchiolidae Grimm, 1998
  -  † Familie Praecardiidae R. Hoernes, 1884